# Triplectides patens
Triplectides patens là một loài Trichoptera hóa thạch trong họ Leptoceridae.